# パールハウス映画
パールハウス映画株式会社（パールハウスえいが-、Pearl House Eiga Co., Ltd., 1951年ころ 設立 - 1965年ころ 活動停止）は、かつて存在した日本の映画会社である。

## 略歴・概要
1950年代、1951年（昭和26年）までには設立され、渡辺登が代表取締役社長に就任している。翌1952年（昭和27年）4月17日には、スペイン映画『アラゴンの要塞』を輸入し、映配との共同配給で公開している。その後も、映配のほか、ハンセン・ベルンシュタイン商会、大映、松竹洋画部、大和フィルムとの共同配給を行う。
1956年（昭和31年）8月、西ドイツ（現在のドイツ）の映画会社バヴァリア・フィルム等の輸入代理店としてドイツフィルムコーポレーション（ドイツフィルム株式会社）を設立する。1958年（昭和33年）4月、関係会社として資本金1,000万円の「パールハウス映画配給株式会社」を設立、東京・深川不動前に辰巳温泉を所有する辰巳興業社長の鈴木角五郎を新子会社の社長に就任させ、鈴木は「パールハウス映画」では副社長に就任、常務取締役には、1930年代に大阪の千鳥興業の専務取締役としてマキノトーキー製作所の経営に関わった宗田政雄が就任、外国課長にはのちに字幕翻訳家として知られた岡枝慎二がいた。
1959年（昭和34年）には、トニー・ザイラーの来日に尽力する。1960年（昭和35年）には、同年のスコーバレーオリンピックに取材したドキュメンタリー映画『一九六〇年冬季オリンピック大会 人類の希望と栄冠』を大和フィルムと共同で配給した。
1963年（昭和38年）11月に倒産したフランス映画中心の配給会社新外映配給を買収、ヨーロッパ・フィルムと改称し、ドイツ映画を輸入配給している。
同社が所在した「パールハウスビル」は、中央区立泰明小学校の並びに第二次世界大戦前の1927年（昭和7年）に建てられた歴史的建築であったが、隣接する中華料理店・鳳鳴春同様に改築され、現存しない。同ビルには、ハンセン・ベルンシュタイン商会も所在した。

## 会社データ
- 所在地 : 東京都中央区銀座西5-4-4 パールハウスビル（現在の同区銀座5-1）
- 代表者 : 代表取締役社長 渡辺登[1]
- おもな役員 : 
  - 副社長 : 鈴木角五郎 （辰巳興業社長）
  - 常務取締役 : 宗田政雄

## おもなフィルモグラフィ
キネマ旬報映画データベースに見られる配給作品の一覧であり、日本での配給作品のみである。日本公開順。
- 『アラゴンの要塞』 Agustina de Aragón : 監督ファン・デ・オルドーニャ、主演アウローラ・バウティスタ、1951年 スペイン製作、1952年4月17日公開 - 共同配給映配
- 『愛欲の涯』 Die Frau vom Stromhof Djavulsforsen : 監督トイヴォ・ツリオ、主演レギナ・リネンハイモ、1949年 フィンランド製作、1952年6月23日公開 - 共同配給ハンセン・ベルンシュタイン商会
- 『妖花アラウネ』 Alraune : 監督アルトゥール・マリア・ラーベナルト、主演ヒルデガード・クネフ、1950年 西ドイツ製作、1952年8月21日公開 - 共同配給大映
- 『双児のロッテ』 Das doppelte Lottchen : 監督ヨーゼフ・フォン・バキー、主演ジュタ・ギュンター、1950年 西ドイツ製作、1952年10月15日公開 - 共同配給松竹洋画部
- 『姿なき軍隊』 Den usynlige hær : 監督ヨハン・ヤコブセン、主演ボディル・キェア、1951年 デンマーク製作、1953年7月24日公開 - 共同配給映配
- 『忘れられた人々』 Los olvidados : 監督ルイス・ブニュエル、主演エステラ・インダ、1950年 メキシコ製作、1953年8月11日公開 - 共同配給松竹
- 『一九六〇年冬季オリンピック大会 人類の希望と栄冠』 Menschen Hoffnungen Medaillen : 監督ヘリバード・マイゼル、ドキュメンタリー映画、1960年 西ドイツ製作、公開 - 共同配給大和フィルム